# Libertad (Uruguay)
Libertad è una città dell'Uruguay, situata nel dipartimento di San José. 
È sede per più importante carcere del paese sudamericano.

## Geografia
Libertad è situata a 41 km a sud-est al capoluogo del dipartimento San José de Mayo e a 52 km a nord-ovest della capitale Montevideo.

## Storia
La cittadina fu fondata nel 1872 sui terreni di proprietà di un imprenditore francese e popolata da coloni provenienti dalle regioni dell'Alsazia e della Lorena che pochi mesi prima erano state annesse all'Impero tedesco in seguito alla guerra franco-prussiana.
Durante la dittatura civile-militare (1973-1985), nel locale carcere furono rinchiusi numerosi prigionieri politici.

## Infrastrutture e trasporti
Libertad è attraversata dalla ruta 1, la strada nazionale che collega Montevideo con Colonia del Sacramento.